# ناحیه منیعه
ناحیه منیعه (به عربی: دائرة المنیعة) یک ناحیه در الجزایر است که در استان غردایه واقع شده‌است. ناحیه منیعه ۴۹٬۰۰۰ کیلومتر مربع مساحت و ۵۱٬۳۸۳ نفر جمعیت دارد.